# Balthasar Coymans (1618-1690)
Balthasar Coymans, (Dordrecht, 15 maart 1618 - Haarlem, 19 november 1690) was een koopman in linnen, lid van de vroedschap in Haarlem en betrokken bij de trans-Atlantische driehoekshandel. 
Hij was de zoon van Josephus Coymans (1591-1660) en Dorothea Berck. Als 7-jarige legde hij de eerste steen van het Coymanshuis. Hij was lid van de firma Coymans, maar investeerde ook in de drooglegging van de Wilde Veenen. Hij erfde de titel heer van Streefkerk en Nieuw-Lekkerland na het overlijden van zijn vader; hij was  meesterknaap van de "Houtvesterij van Brederode" en ridder in de Orde van de Heilige Michaël (Frankrijk). Balthasar begon zijn carrière als luitenant in de schutterij van Haarlem van 1651-1657 en klom op tot kapitein van de Kloveniersdoelen 1669-1675. 
In 1651 protesteerden hij en zijn broer tegen de Navigation Act, omdat ze geen handel konden drijven op Engelse koloniën. In mei 1663 reisde hij in gezelschap van zijn neef Arnoldus Druyvesteyn (1641-1698), toen stadssecretaris en de heer Van Leenhoven van Brussel naar Parijs. Ze bezochten de ambassadeur Willem Boreel, de schilder Jacob van Loo, en Hôtel de Guise. In 1669 kreeg hij bezoek van Cosimo III de' Medici, bezig aan zijn grand tour door de Republiek.

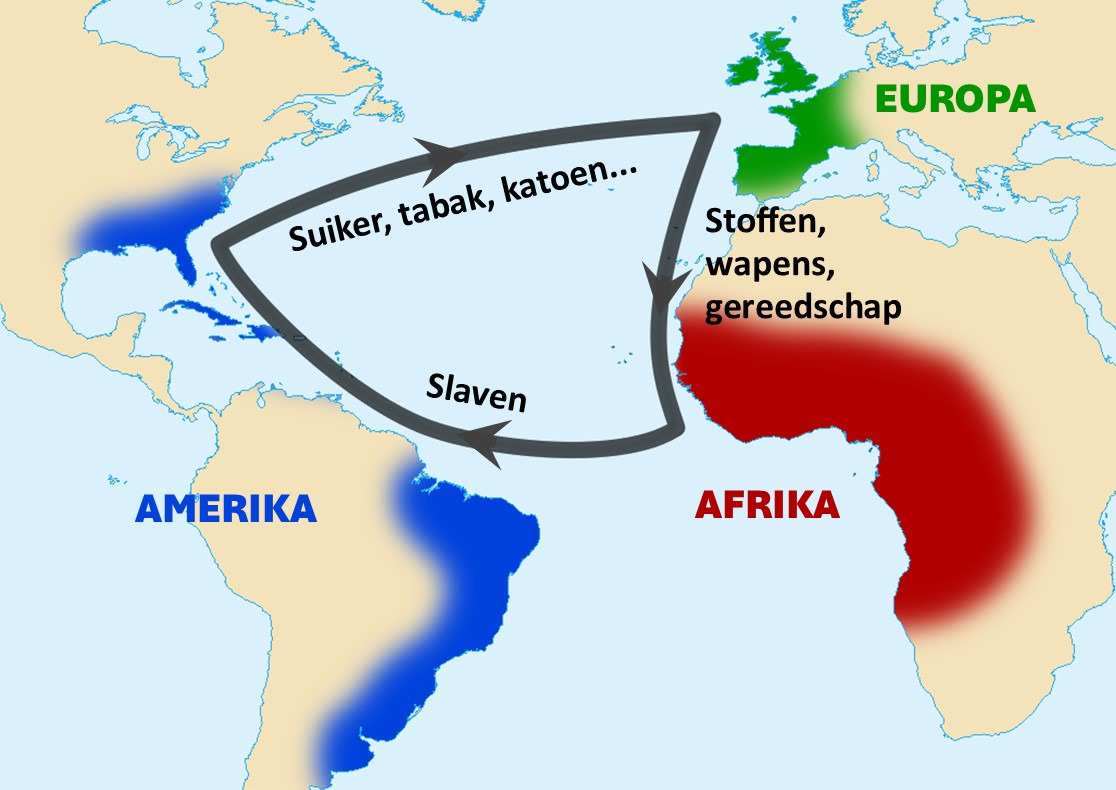
Driehoekshandel.

In het Rampjaar was hij het enige nieuwe lid van de vroedschap. en is benoemd als commissaris Kleine Bank van Justitie 1672-1673, schepen 1675, kerkmeester 1677-1680, 1688, weesmeester 1689-90, commissaris ter dagvaart naar Staten-Generaal 1690. Hij was van 1644 tot  1677 eigenaar hofstede Cruytberg bij Santpoort, en "Bosbeek" bij Heemstede, dat hij vervolgens verkocht aan Sophia Trip en Jean Bernard.
Coymans speelde een belangrijke rol in de zogenaamde 'Asiento de negros'. Balthasar en zijn broer Josephus waren betrokken bij een subcontract van het asiento, dat in werking trad in 1669. Daarvoor werd cash betaald aan het failliete Spanje; het geld werd in Cádiz afgeleverd met oorlogschepen. De WIC leverde in die tijd slaven af op Curaçao bestemd voor de (veelal illegale) doorvoer naar de Spaans-Amerikaanse koloniën (driehoekshandel). Zijn zoon Jan Balthasar woonde op Curaçao en stierf in Accra als commandant van het fort Crevecoeur. 

## Huwelijken
Coymans trouwde op 2 november 1642 in Rotterdam met Anna Prins:  

Compareren de a.s. bruidegom Balthasar Coymans de Jonghe van Haerlem geassisteerd door zijn vader Josephus Coymans en zijn moeder Dorothea Berck, en de a.s. bruid Anna Prinse, dochter van wijlen Willhem Euwoutsz, brouwer in "de Werelt", geassisteerd door haar moeder Maria Cornelisdr van Santen van Delft, in bijzijn van haar huidige man Jan van Blenckvliet, en ter overstaan van haar oom en momber Cornelis Euwoutsz Prinse. Zij verklaren zich op 27-07-1642 verloofd te hebben en de huwelijksvoorwaarden zijn overeengekomen. Joseph Coymans geeft financiële steun, evenals Maria van Santen, die daarvoor de brouwerij De Werelt in huur krijgt. Sterft Anna als eerste kinderloos, dan zijn haar juwelen voor haar man, plus 5000 gulden. Sterft hij als eerste dan krijgt zij 10.000 gulden.

Balthasar Coymans hertrouwde in 1652 met Maria van Herrewijne; het echtpaar kreeg tien kinderen, van wie de meesten niet oud zijn geworden: Hester (1652-1733); Anna Dorothea (1655- ); Anna Maria (1656- ); Joseph (1658- ); Dorothea (1659- ); Isabella (1660- ); Jacoba (1660- ); Johannes (1663- voor 1669); Constantia (1664- ); Johannes (1669-1744); en de tweeling Samuel en Diederik (1671- ). 
Balthasar Coymans werd begraven in de Grote Kerk te Haarlem.